# Irabatha cairnsensis
Irabatha cairnsensis là một loài tò vò trong họ Ichneumonidae.